# Classe 2
La Classe 2 est le nom de la classe des plus grands chars à voile. Il est plus grand que le Classe 3. 

Certains possèdent encore un double volant, l’un pour la direction, l’autre pour border la voile. Le pilote est en position semi-assise ou couchée depuis 1990.
On rencontre ce type de char essentiellement en France, Belgique et en Allemagne

## Spécifications du char à voile
L'international sailing and racing rules (ISRR) définit les spécifications ci-dessous.
- La largeur du char à voile, entièrement équipé avec un pilote dans le cockpit, doit être supérieur à 3,65 m.

- La longueur minimale de la partie portante de la carrosserie est de 4,15 m.

- Le pilote ajuste la surface de propulsion totale en fonction de son propre choix de longueur de mât et de surface de voile jusqu’à une surface de propulsion totale maximale, c'est-à-dire : voile + mât + flèche, qui ne peut pas dépasser 11,3 m2. Il n’y a pas d’exigence minimale.

- Une bande orange fluorescente, de 40 mm de largeur et d’au moins 2 m de longueur, est collée sur le bord d’attaque du mât[1].

## Caractéristiques techniques
- Vitesse: environ 120 km/h
- Surface propulsive : entre 0 m2 et 11,3 m2
- Empattement avant-arrière : 3,65 m minimum
- Longueur : supérieure à 4,15 m

## Autres classes de char à voile
- Classe Standart
- Classe 3
- Classe 5
- Classe 7
- Mini Yacht
- Classe 8